# Han Richters
Johannes (Han) Richters (Rotterdam, 16 mei 1915 – aldaar, 17 september 2000) was een Nederlands beeldhouwer en medailleur.

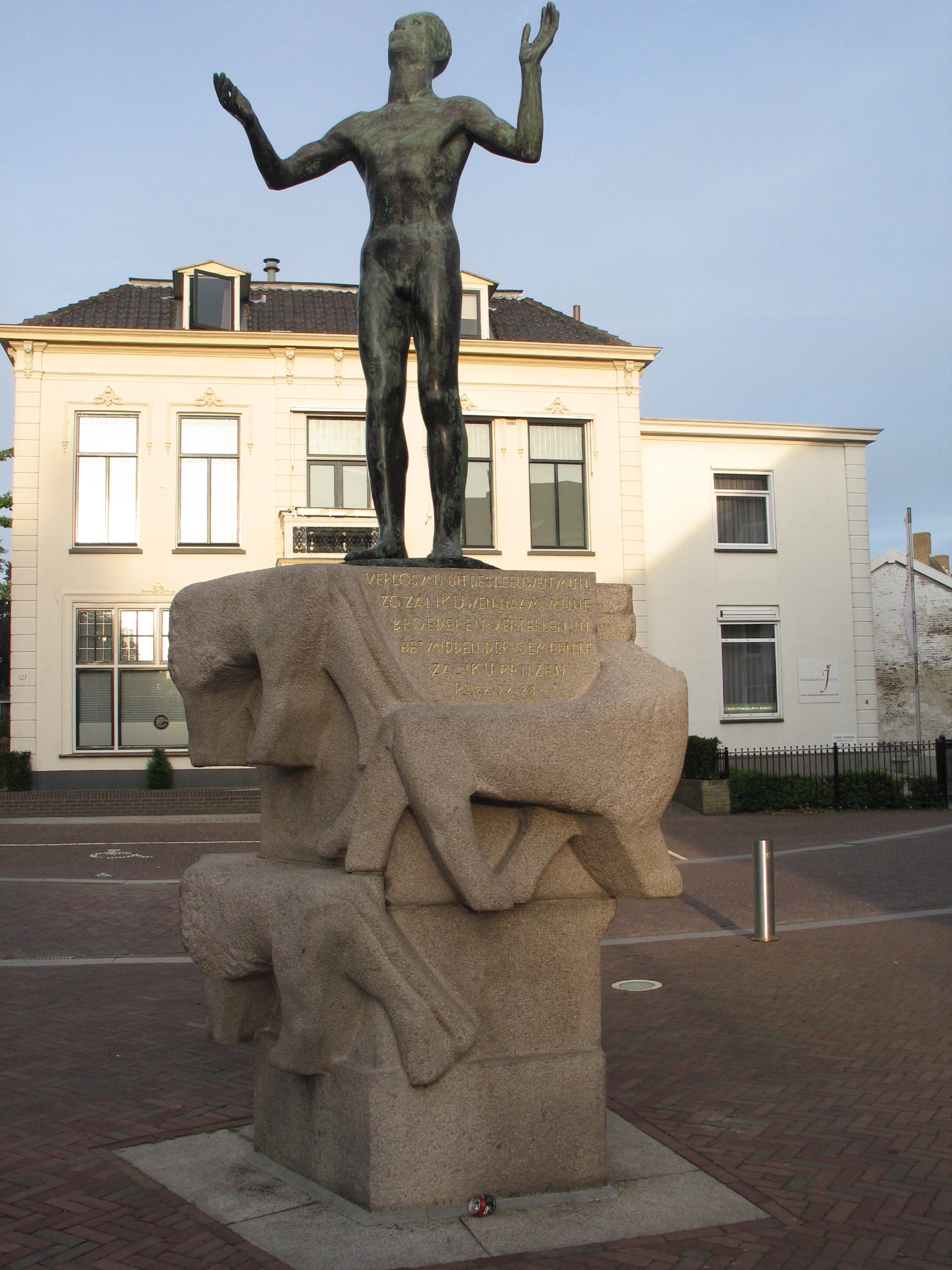
Nationaal Bevrijdingsmonument

## Leven en werk
Richters werd geboren in een kunstzinnige familie, als zoon van de schilder Marius Johannes Richters (1878-1955) en Johanna Catharina van der Markt (1885-1957). Hij was een oomzegger van beeldhouwer Bernard Richters en broer van de schilderes Ietske Richters.
Richters werd opgeleid aan de Rotterdamse academie (1930-1932) en bij Bon Ingen-Housz aan de Academie van Beeldende Kunsten in Den Haag (1932-1935). Hij werkte vervolgens enige tijd bij de uitvoerder Henk Hagedoorn, onder andere aan de restauratie van de Nieuwe Kerk in Delft. Zijn eerste officiële opdracht, voor een gevelsteen in Wilhelminadorp, kreeg hij in 1937 van architect J.J.P. Oud. Hij maakte in de jaren daarna meerdere gevelversieringen en bouwbeeldhouwwerk voor diverse architecten. Hij werd (bestuurs)lid van de kring van beeldende kunstenaars R33 en sloot zich aan bij de Nederlandse Kring van Beeldhouwers. Hij exposeerde onder meer met R 33 bij het museum Boijmans en met zijn vader en zus bij de Rotterdamse Kunstkring (1938). In het begin van de Tweede Wereldoorlog gaf Richters les aan het Instituut voor Kunstnijverheidsonderwijs in Amsterdam (1941-1942).
Na de oorlog was Richters leerling van Ossip Zadkine aan de Académie de la Grande Chaumière in Parijs. Nadat hij terugkeerde naar Nederland, kreeg hij in 1949 zijn eerste opdracht voor vrijstaand werk; hij maakte een monument ter gelegenheid van het 100-jarig bestaan van het provinciaal ziekenhuis 'Meer en Berg' bij Santpoort. In hetzelfde jaar maakte hij het Nationaal Bevrijdingsmonument voor Wageningen, dat op 13 september 1951 door prins Bernhard werd onthuld. In opdracht van de gemeente Rotterdam ontwierp hij in 1950 een oorlogsmonument met de Vier ruiters van de Apocalyps, dat elf meter hoog en vier meter breed zou moeten worden. Het ontwerp werd met gemengde reacties ontvangen en is mede vanwege te hoge kosten niet uitgevoerd. Naast beelden maakte Richters meerdere penningen. In de jaren 50 keerde hij de kunst de rug toe.

## Werken (selectie)
- beeldengroepen (1940-1941) voor noodwinkels aan de Coolsingel, Rotterdam
- De barmhartige samaritaan (1947), gevelreliëf in Amsterdam-Noord
- monument 100 jaar provinciaal ziekenhuis (1949), Santpoort
- katheder (1949) voor de Willem Ruys
- Penning van de Rotte, een van de penningen van de Rotterdamse Kunststichting
- Nationaal Bevrijdingsmonument (1951), Wageningen
- Engel (1952), Blankenstraat, Amsterdam
- De wijze en de dwaze maagden (1953), gevelreliëf aan de Mattheüskerk in Utrecht

## Afbeeldingen

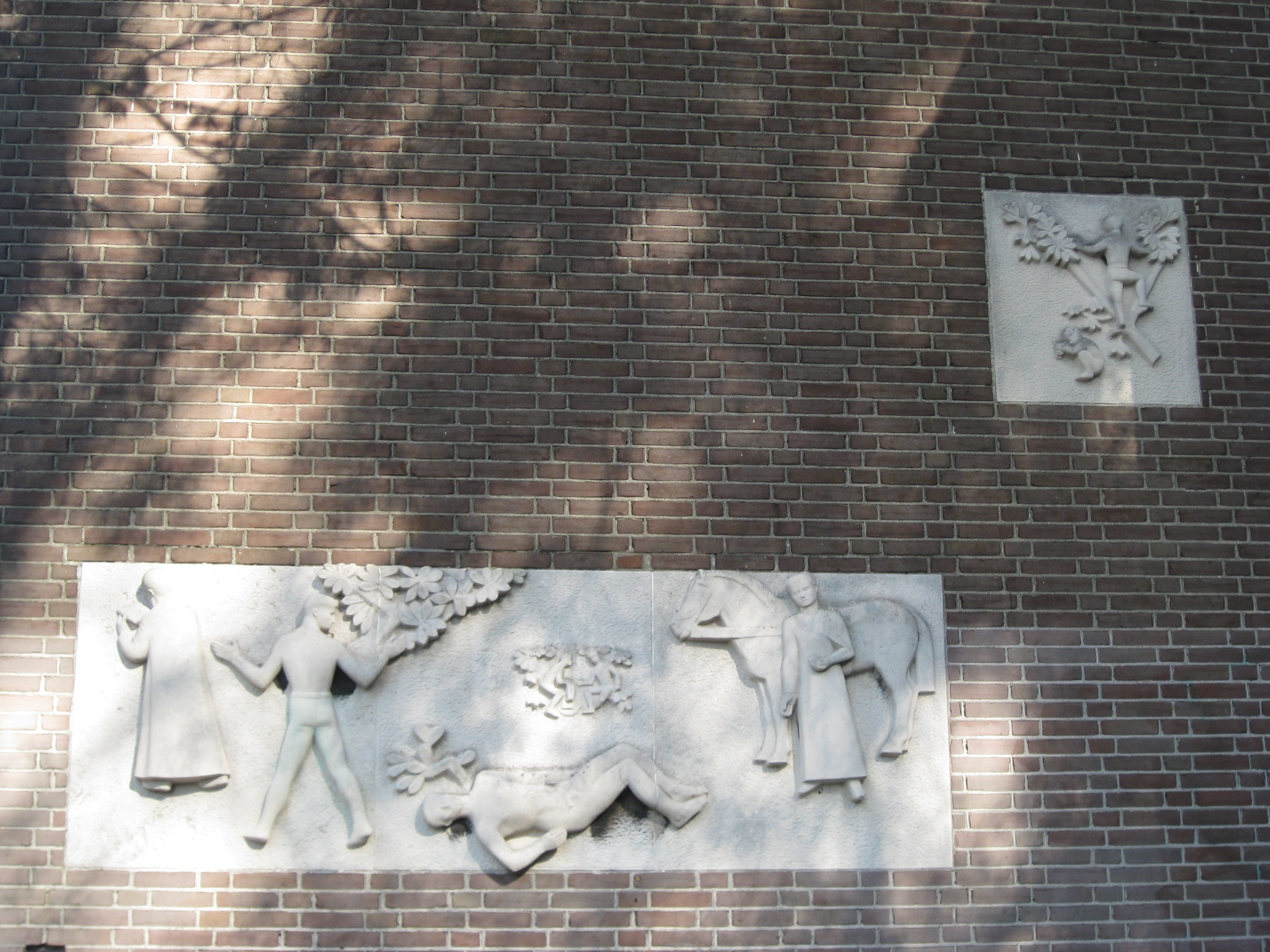
De barmhartige samaritaan
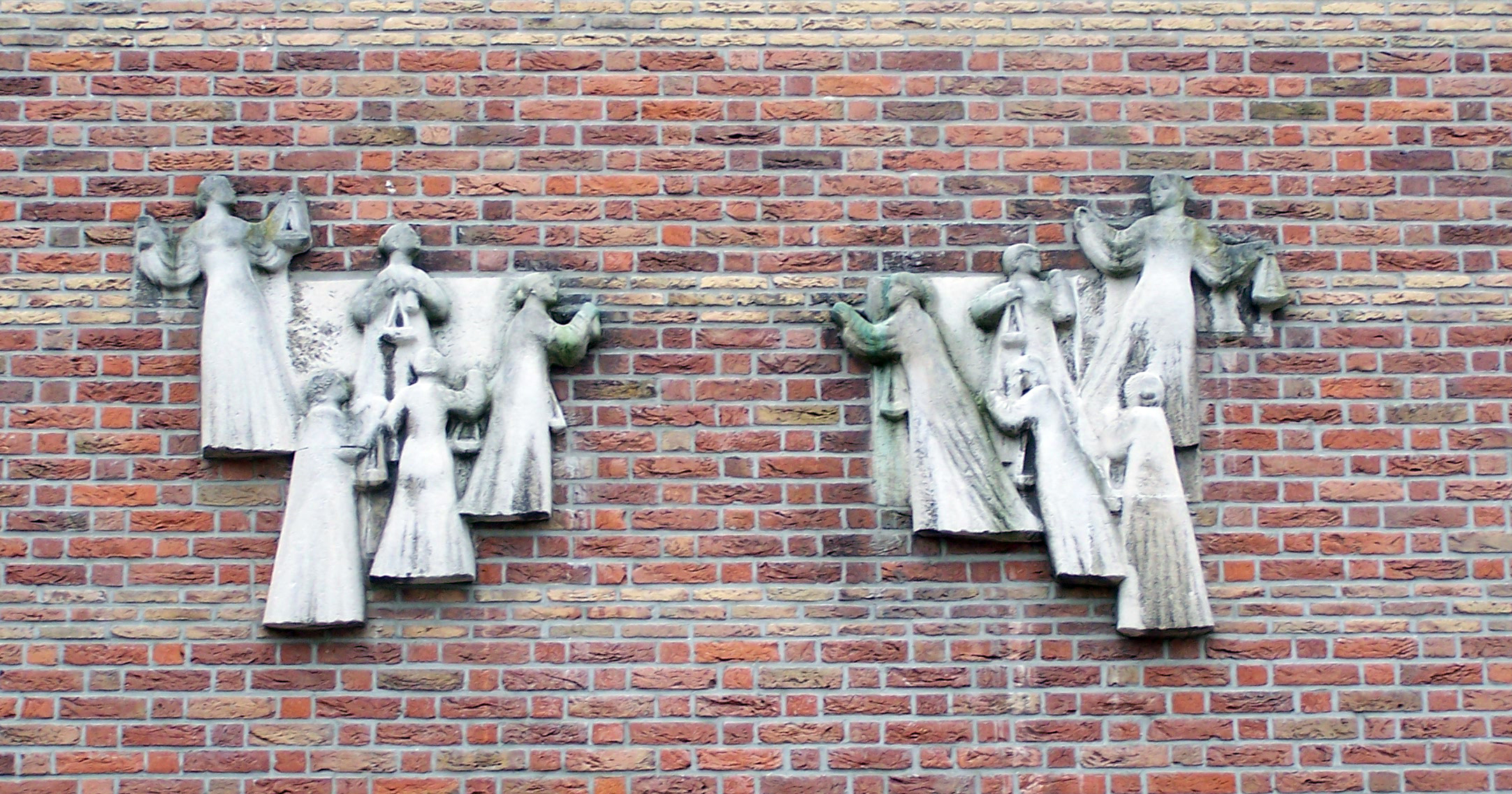
De wijze en de dwaze maagden
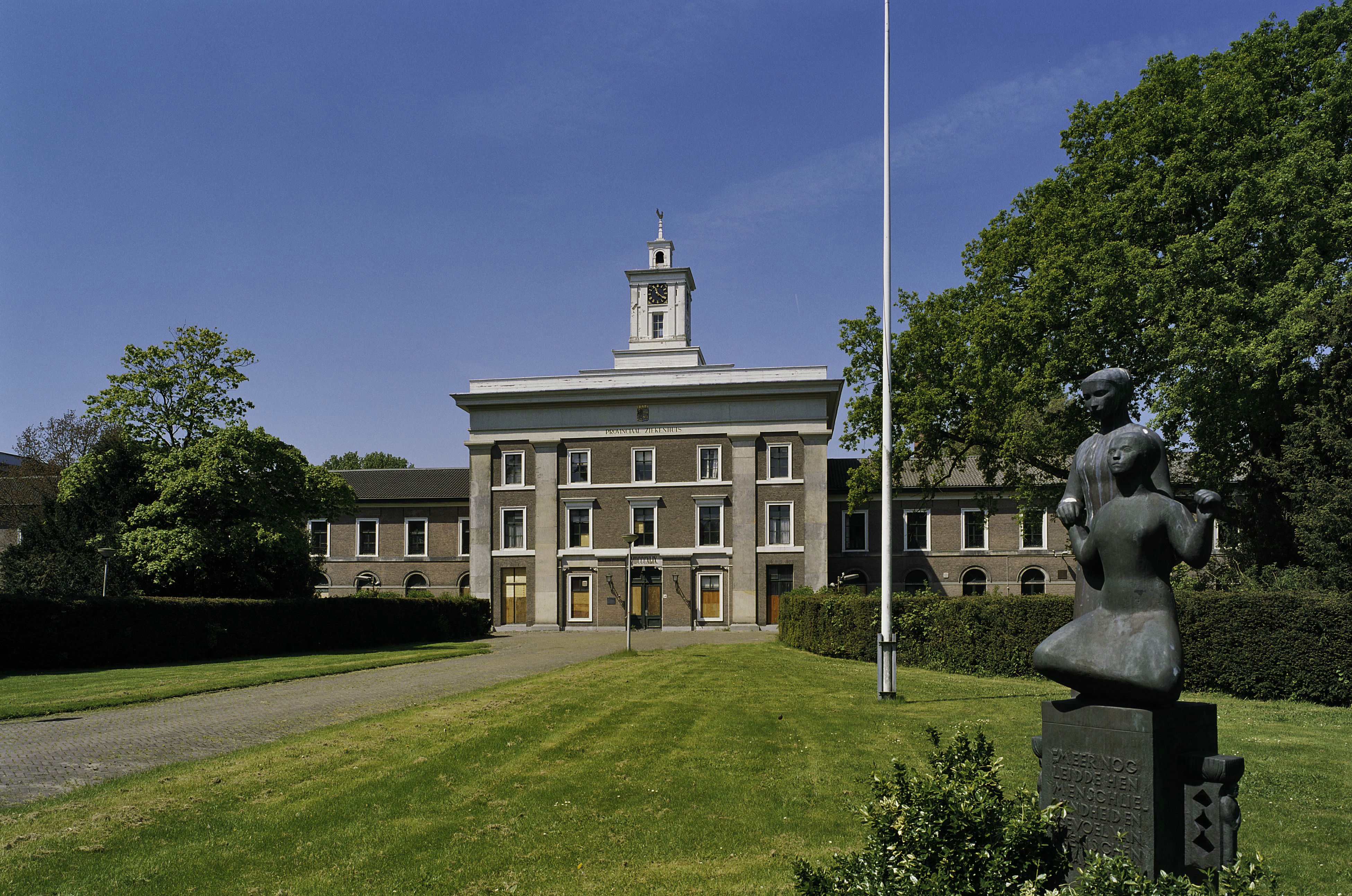
monument 100 jaar provinciaal ziekenhuis